# Sainte-Catherine (Puy-de-Dôme)
Sainte-Catherine (auch: Sainte-Catherine-du-Fraisse) ist eine französische Gemeinde mit 55 Einwohnern (Stand: 1. Januar 2022) im Département Puy-de-Dôme in der Region Auvergne-Rhône-Alpes (vor 2016 Auvergne). Sie gehört zum Arrondissement Ambert und zum Kanton Les Monts du Livradois (bis 2015 Kanton Saint-Germain-l’Herm). Die Einwohner werden Sainte-Catherinois genannt.

## Geographie
Sainte-Catherine liegt etwa 51 Kilometer südsüdöstlich von Clermont-Ferrand im Regionalen Naturpark Livradois-Forez. An der östlichen Gemeindegrenze verläuft das Flüsschen Cé. Nachbargemeinden von Sainte-Catherine sind Le Vernet-Chaméane mit Vernet-la-Varenne im Norden und Nordwesten, Saint-Germain-l’Herm im Osten, Peslières im Süden sowie Champagnat-le-Jeune im Westen.

## Bevölkerungsentwicklung
| Jahr                       | 1962 | 1968 | 1975 | 1982 | 1990 | 1999 | 2006 | 2013 |
| Einwohner                  | 113  | 100  | 83   | 84   | 71   | 61   | 60   | 58   |
| Quellen: Cassini und INSEE |      |      |      |      |      |      |      |      |

## Sehenswürdigkeiten
- Kirche Sainte-Catherine